# Bécsi Filharmonikusok
A Bécsi Filharmonikusok (németül Wiener Philharmoniker, angolul Vienna Philharmonic) Ausztria legismertebb zenekara. 

## Története
Elődjét, a Künstlervereint (magyarul: művészek egyesülete) 1833-ban alapította Franz Lachner karmester. Ezt a zenekart a bécsi állami operaház zenészei alkották. Négy koncertet tartott, mindegyiken elhangzott egy Beethoven-szimfónia is. A Bécsi Filharmonikusok együttes 1842-ben alakult meg. A zenekart a „Zum Amor” fogadóban rendszeresen megszálló vendégek alapították: Otto Nikolai karmester, Nikolaus Lenau költő, August Schmidt szerkesztő, Alfred Becker kritikus, illetve Karlz Holz és Count Laurecin hegedűsök. Otto Nikolai 1847-ben elhagyta Bécset, így a zenekar a feloszlás határára került. Az 1848-as bécsi forradalom is szerepet játszott ebben. 1847 és 1854 között Karl Eckert karmester vezényelte a Filharmonikusokat. 
Számtalan dirigens szerepelt a zenekarban annak hosszú története alatt. 1939 óta újévi koncerteket is tartanak, amelyeket Magyarországon is sugároz a tévé. Hazánkban is felléptek már, több alkalommal is.